# Servitut (Klein Strehlitz)

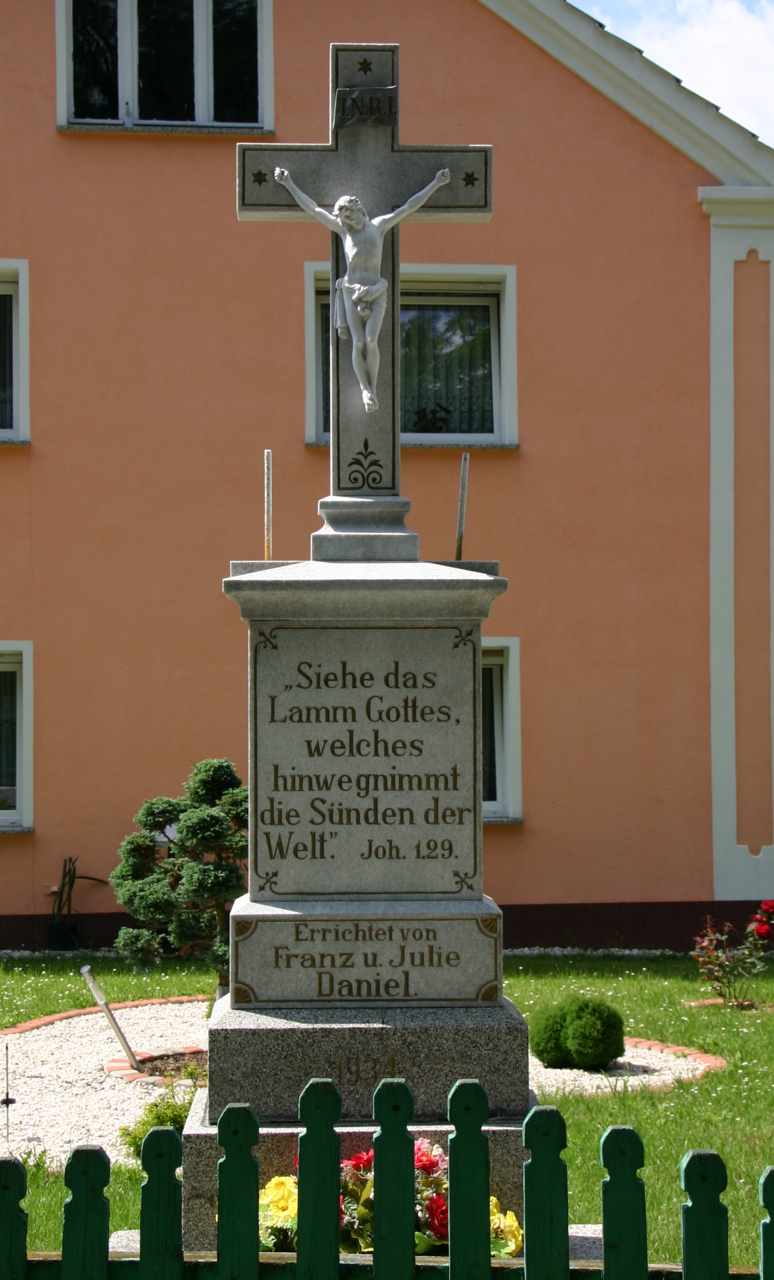
Kreuz

Servitut, polnisch Serwitut ist Weiler des Ortsteils Pechhütte in der Stadt- und Landgemeinde Klein Strehlitz (Strzeleczki) im Powiat Krapkowicki der Woiwodschaft Opole in Polen. 

## Geografie
Servitut liegt sechs Kilometer westlich von Klein Strehlitz, 13 Kilometer westlich von Krapkowice (Krappitz) und 22 Kilometer südwestlich von der Opole (Oppeln).
Nachbarorte von Servitut sind Pechhütte (Smolarnia) im Westen, Rasselwitz (Racławiczki) im Süden und Sedschütz (Dziedzice) im Südwesten.

## Geschichte
Bis 1945 befand sich der Ort im Landkreis Neustadt O.S.
1945 kam der bisher deutsche Ort unter polnische Verwaltung und der Woiwodschaft Schlesien angeschlossen. 1950 kam der Ort zur Woiwodschaft Oppeln. 1999 kam der Ort zum Powiat Krapkowicki. Am 17. Mai 2006 wurde in der Gemeinde Klein Strehlitz, zu der Servitut angehört, Deutsch als zweite Amtssprache eingeführt. Am 24. November 2008 erhielt der Ort zusätzlich den amtlichen deutschen Ortsnamen Servitut.

## Söhne und Töchter des Ortes
- Reinhold Ritter (1903–1987), deutscher Zahnmediziner sowie Hochschullehrer.